# سیاست روادید در کویت
تحت شرایط عادی، بازدیدکنندگان از کویت باید روادید دریافت کنند مگر اینکه از کشورهای معاف از روادید یا کشورهایی باشند که واجد شرایط دریافت روادیدی فرودگاهی یا روادید الکترونیکی (eVisa) هستند. تمامی بازدیدکنندگان (به‌جز شهروندان شورای همکاری خلیج فارس) باید گذرنامه‌ای با حداقل اعتبار ۶ ماه داشته باشند.

## نقشه سیاست روادید

سیاست روادید کویت
کویت
بدون نیاز به روادید
روادید در بدو ورود یا ویزای الکترونیکی (eVisa)
نیازمند روادید

## معافیت از روادید

### گذرنامه‌های عادی
شهروندان کشورهای زیر از شورای همکاری خلیج فارس برای سفر به کویت نیاز به روادید ندارند و می‌توانند با کارت شناسایی ملی وارد کشور شوند و به‌مدت نامحدود اقامت داشته باشند:
| - بحرین - عمان - قطر - عربستان سعودی - امارات متحده عربی |

از نوامبر ۲۰۲۳، استفاده از کارت‌های شناسایی شورای همکاری خلیج فارس برای ورود مجدد برای کشورهای عضو شورای همکاری خلیج فارس برقرار شده است.

### گذرنامه‌های خاص
علاوه بر کشورهای عضو شورای همکاری خلیج فارس که پیش‌تر از دریافت روادید معاف هستند، دارندگان گذرنامه‌های دیپلماتیک، رسمی و خدماتی از کشورهای آلبانی، الجزایر، جمهوری آذربایجان، بنگلادش، بلغارستان، کامبوج، قبرس، چین، مصر، آلمان، هندوراس، مجارستان، هند، اندونزی، ایرلند، اردن، لائوس، مالزی، مالت، مغولستان، مراکش، پاکستان، پرو، فیلیپین، پرتغال، رومانی، روسیه، صربستان، سنگاپور، کره جنوبی، سوئیس، تاجیکستان، ترکیه، اوکراین، بریتانیا و ویتنام و همچنین فقط دارندگان گذرنامه‌های دیپلماتیک از ارمنستان، استونی، فرانسه، یونان، عراق، ایتالیا، مکزیک، لهستان، اسپانیا و ازبکستان برای مدت ۳۰ روز نیازی به دریافت روادید ندارند.

## روادید در بدو ورود / روادید الکترونیکی
شهروندان کشورهای زیر (۵۳ کشور و قلمرو) می‌توانند در صورت ورود هوایی به کویت، روادیدی با اعتبار ۳ ماه دریافت کنند یا پیش از سفر نسبت به دریافت روادید الکترونیکی اقدام نمایند:
| - تمامی شهروندان اتحادیه اروپا \| - آندورا - استرالیا - بوتان (کشور) - برونئی - کامبوج - کانادا - گرجستان - هنگ کنگ - ایسلند \| - ژاپن - لائوس - لیختن‌اشتاین - مالزی - موناکو - نیوزیلند - نروژ - سان مارینو - صربستان \| - سنگاپور - کره جنوبی - سوئیس - ترکیه - اوکراین - بریتانیا - ایالات متحده آمریکا - واتیکان \| \| |                                                                                        |                                                                                            |  |
| - آندورا - استرالیا - بوتان (کشور) - برونئی - کامبوج - کانادا - گرجستان - هنگ کنگ - ایسلند | - ژاپن - لائوس - لیختن‌اشتاین - مالزی - موناکو - نیوزیلند - نروژ - سان مارینو - صربستان | - سنگاپور - کره جنوبی - سوئیس - ترکیه - اوکراین - بریتانیا - ایالات متحده آمریکا - واتیکان |  |

همچنین روادیدی با اعتبار یک ماه می‌تواند در بدو ورود برای افرادی که تأییدیه‌ای از شرکت حمل‌کننده دارند و به‌منظور گردشگری سفر می‌کنند، صادر شود. مسافرانی که از راه زمینی یا دریایی وارد می‌شوند، باید از پیش روادید دریافت کرده باشند.
ساکنان کشورهای شورای همکاری خلیج فارس که دارای مشاغل تعیین‌شده‌ای باشند، نیز می‌توانند به‌صورت آنلاین روادید دریافت کنند.

## عدم پذیرش

### اسرائیل
شهروندان  اسرائیل (از جمله دارندگان تابعیت دوگانه که با گذرنامه کشور دیگری سفر می‌کنند) از ورود و عبور ترانزیتی در کویت محروم هستند. کویت همچنین از ورود هر گذرنامه‌ای که شواهدی از سفر به اسرائیل در آن باشد، جلوگیری می‌کند.

### اتیوپی
شهروندان  اتیوپی نیز پیش‌تر تا سال ۲۰۱۸ از ورود و عبور ترانزیتی در کویت محروم بودند.

## مقررات
در دهه‌های اخیر، کویت اقداماتی را برای تنظیم صدور روادیدی جدید برای نیروی کار خارجی اعمال کرده است. برای نمونه، کارگران کشورهای گرجستان و مراکش در زمان درخواست روادیدی ورود، تحت بررسی‌های امنیتی بیشتری قرار می‌گیرند و ورود کارگران خانگی از گینه بیسائو و ویتنام به‌طور کامل ممنوع شده است. کارگران بنگلادش و پاکستان نیز در هنگام درخواست روادیدی جدید، تحت بررسی قرار می‌گیرند. این بررسی شامل آزمایش‌های پزشکی در مراکز تأییدشده (GAMCA/WAFID) نیز می‌شود. گزارش پزشکی GAMCA مشخص می‌کند که متقاضی برای سفر مناسب است. بنابراین، ارائهٔ این گزارش پزشکی به همراه درخواست روادید ضروری است.
در آوریل ۲۰۱۹، کویت کشورهای اتیوپی، بورکینافاسو، بوتان، گینه و گینه بیسائو را به فهرست کشورهای محدودشده اضافه کرد. بنا بر گزارش میگرانت رایتس، این محدودیت‌ها عمدتاً به این دلیل اعمال شده‌اند که این کشورها در کویت سفارت یا مؤسسه‌های کاریابی ندارند. محدودیت روادید برای شهروندان اتیوپی در سال ۲۰۱۸ لغو شد.
پس از صدور دستور اجرایی ۱۳۷۶۹ توسط رئیس‌جمهور ایالات متحده دونالد ترامپ که ورود شهروندان افغانستان، سودان، پاکستان، عراق، سومالی، لیبی، سوریه و یمن به ایالات متحده را ممنوع کرد، چندین وب‌سایت خبری غربی گزارش‌هایی منتشر کردند مبنی بر این‌که کویت نیز ممنوعیتی مشابه برای این کشورها اعمال کرده است. اما وزارت امور خارجه کویت اعلام کرد که در حال حاضر هیچ‌گونه ممنوعیتی برای ورود شهروندان این کشورها به کویت اعمال نمی‌شود.